# Этне (спутник)
Этне (от др.-греч. Αἴτνη) — нерегулярный спутник Юпитера, известный также как Юпитер XXXI.

## Открытие
Был обнаружен 9 декабря 2001 года группой астрономов из Гавайского университета и получил временное обозначение S/2001 J 11. В августе 2003 года спутник получил название Этне по имени одной из нимф в греческой мифологии.

## Орбита
Этне совершает полный оборот вокруг Юпитера на расстоянии в среднем 23 229 000 км за 730 дней, 4 часа и 19 минут. Орбита имеет эксцентриситет 0,2643. Наклон ретроградной орбиты 165,091°. Принадлежит к группе Карме.

## Физические характеристики
Диаметр Этне составляет около 3 км. Спутник состоит предположительно из преимущественно силикатных пород. Очень тёмная поверхность имеет альбедо 0,04. Звёздная величина равна 22,7m.